# 伊加波朗
伊加波朗（葡萄牙語：Igaporã）是巴西巴伊亚州的一个市镇。总面积789.252平方公里，总人口14781人，人口密度18.7人/平方公里。